# 西晉湘州行政區劃
西晉永嘉元年（307年）分荊州6郡、江州1郡，廣州3郡合置湘州。州治所在臨湘縣（今湖南省長沙市）。其範圍相當於今湖南省洞庭湖、雪峰山以南，廣東省北部清遠、韶關部分及廣西壯族自治區西北部桂林部分。

## 郡級行政區
湘州領原荊州的長沙、衡陽、湘東、零陵、邵陵、建昌6郡，江州桂陽郡，廣州臨賀、始安、始興3郡，共計10郡。至西晉末不變。
長沙郡
孫吳舊郡，太康十年（289年）晉武帝司馬炎封其子司馬乂為長沙王，郡改為長沙國，元康元年（291年）徙封常山王，國除為郡；永寧元年（301年）復徙長沙王，郡改為國，永嘉五年（311年）長沙王司馬碩被劉聰殺害，國除為郡。郡治臨湘縣（今湖南省長沙市），領臨湘、攸、下隽、醴陵、羅、吳昌、劉陽、建寧8縣。晉平吳後增置蒲圻（280年置）、巴陵（280年置）2縣。元康九年（299年）下隽、巴陵、蒲圻3縣移屬建昌郡。西晉末領臨湘、攸、醴陵、羅、吳昌、劉陽、建寧7縣。
衡陽郡
孫吳舊郡，郡治湘南縣（今湖南省湘潭縣東，漣水北岸古城），領湘南、連道、益陽、臨烝、湘鄉、重安、烝陽、湘西、衡陽、新陽10縣，晉平吳後臨烝縣移屬湘東郡。新陽縣改名新康縣（280年改名），衡陽縣改名衡山縣（晉惠帝元康年間改名）。西晉末領湘南、湘鄉、益陽、新康、衡山、重安、烝陽、湘西、連道9縣。
湘東郡
孫吳舊郡，郡治酃縣（今湖南省衡陽市東），領酃、荼陵、陰山、新平、梨陽、新寧6縣。晉平吳後臨烝縣來隸，梨陽縣改名利陽縣（280年改名）。西晉末領酃、新平、利陽、陰山、荼陵、新寧、臨烝7縣。
零陵郡
孫吳舊郡，郡治泉陵縣（今湖南省永州市），領泉陵、祁陽、永昌、零陵、洮陽、觀陽、營浦、營道、泠道、舂陵10縣。西晉時增置應陽縣（晉惠帝元康年間置），西晉末領縣同前。
邵陵郡
孫吳時名昭陵郡，晉平吳後避晉文帝司馬昭名諱，改名邵陵郡。郡治昭陵縣（今湖南省邵陽市），領邵陵（原名昭陵）、邵陽（原名昭陽）、南高平（原名高平）、都梁、夫夷、新城6縣。增置建興（280年分邵陵置）、武剛（280年分都梁置），廢新城縣（永嘉年間廢）。西晉末領邵陵、邵陽、南高平、都梁、夫夷、建興、武剛7縣。
桂陽郡
孫吳舊郡，郡治郴縣（今湖南省郴州市），領郴、便、耒陽、南平、臨武、陽安6縣。晉時陽安縣改名晉寧縣。至西晉末未變。
臨賀郡
孫吳舊郡，郡治臨賀縣（今廣西壯族自治區賀州市東南），領臨賀、封陽、馮乘、富川、興安（原名建興）、謝沐6縣，至西晉末未變。
始安郡
孫吳舊郡，郡治始安縣（今廣西壯族自治區桂林市），領始安、荔浦、平樂、尚安、永豐、始陽6縣。晉時置常安縣（280年置），尚安縣改名熙平縣（280年改）。西晉末領始安、荔浦、平樂、熙平、常安、永豐、始陽7縣。
始興郡
孫吳舊郡，郡治曲江縣（今廣東省韶關市東南），領曲江、桂陽、含洭、湞陽、中宿、始興6縣。增置陽山縣（約280年），西晉末領7縣。
建昌郡
晉惠帝元康九年（299年）分長沙郡東北置郡，郡治下雋縣（今湖北省通城縣西北），領下雋、巴陵、蒲圻3縣，至西晉末不變。

## 縣級行政區
| 湘州（州治：臨湘縣）                                                                            |        |          |                                        |                                                |                                                        |
| 說明：本表為西晉建興四年（316年）湘州各郡所轄的縣份；以深灰色表示者，為曾經建置，後來廢除的縣份 |        |          |                                        |                                                |                                                        |
| 郡名 （縣數）                                                                                   | 郡治   | 縣名     | 今地位置(2012年12月)                   | 隸屬郡國                                       | 備注                                                   |
| 長沙郡 （7）                                                                                    | 臨湘縣 | 臨湘縣   | 今湖南省長沙市                         | 長沙郡(280-316，長沙國289-291、301-311)        |                                                        |
| 長沙郡 （7）                                                                                    | 臨湘縣 | 攸縣     | 今湖南省攸縣東北                       | 長沙郡(280-316，長沙國289-291、301-311)        |                                                        |
| 長沙郡 （7）                                                                                    | 臨湘縣 | 醴陵縣   | 今湖南省醴陵市                         | 長沙郡(280-316，長沙國289-291、301-311)        |                                                        |
| 長沙郡 （7）                                                                                    | 臨湘縣 | 羅縣     | 今湖南省汨羅市西北                     | 長沙郡(280-316，長沙國289-291、301-311)        |                                                        |
| 長沙郡 （7）                                                                                    | 臨湘縣 | 吳昌縣   | 今湖南省平江縣東南                     | 長沙郡(280-316，長沙國289-291、301-311)        |                                                        |
| 長沙郡 （7）                                                                                    | 臨湘縣 | 劉陽縣   | 今湖南省瀏陽縣東北                     | 長沙郡(280-316，長沙國289-291、301-311)        |                                                        |
| 長沙郡 （7）                                                                                    | 臨湘縣 | 建寧縣   | 今湖南省株洲市東北                     | 長沙郡(280-316，長沙國289-291、301-311)        |                                                        |
| 衡陽郡 （9）                                                                                    | 湘南縣 | 湘南縣   | 今湖南省湘潭縣東，漣水北岸古城         | 衡陽郡(280-316)                                |                                                        |
| 衡陽郡 （9）                                                                                    | 湘南縣 | 湘鄉縣   | 今湖南省湘鄉市                         | 衡陽郡(280-316)                                |                                                        |
| 衡陽郡 （9）                                                                                    | 湘南縣 | 益陽縣   | 今湖南省益陽縣東                       | 衡陽郡(280-316)                                |                                                        |
| 衡陽郡 （9）                                                                                    | 湘南縣 | 新康縣   | 今湖南省寧鄉縣西南                     | 衡陽郡(280-316)                                | 孫吳名新陽縣，晉平吳後改名新康縣。                     |
| 衡陽郡 （9）                                                                                    | 湘南縣 | 衡山縣   | 今湖南省衡山縣南                       | 衡陽郡(280-316)                                | 孫吳名衡陽縣，晉元康年間（291-299）改名衡山縣。        |
| 衡陽郡 （9）                                                                                    | 湘南縣 | 重安縣   | 今湖南省衡陽縣西北                     | 衡陽郡(280-316)                                |                                                        |
| 衡陽郡 （9）                                                                                    | 湘南縣 | 烝陽縣   | 今湖南省邵東縣東南佘田橋鎮             | 衡陽郡(280-316)                                |                                                        |
| 衡陽郡 （9）                                                                                    | 湘南縣 | 湘西縣   | 今湖南省株洲縣南王十萬鄉，湘江北岸     | 衡陽郡(280-316)                                |                                                        |
| 衡陽郡 （9）                                                                                    | 湘南縣 | 連道縣   | 今湖南省漣源市東，漣水南岸             | 衡陽郡(280-316)                                |                                                        |
| 湘東郡 （7）                                                                                    | 酃縣   | 酃縣     | 今湖南省衡陽市東                       | 湘東郡(280-316)                                |                                                        |
| 湘東郡 （7）                                                                                    | 酃縣   | 茶陵縣   | 今湖南省茶陵縣東北                     | 湘東郡(280-316)                                |                                                        |
| 湘東郡 （7）                                                                                    | 酃縣   | 陰山縣   | 今湖南省衡東縣東南                     | 湘東郡(280-316)                                |                                                        |
| 湘東郡 （7）                                                                                    | 酃縣   | 新平縣   | 今湖南省常寧市東北                     | 湘東郡(280-316)                                |                                                        |
| 湘東郡 （7）                                                                                    | 酃縣   | 利陽縣   | 地望不詳                               | 湘東郡(280-316)                                | 孫吳名梨陽縣，晉平吳後改名利陽縣。                     |
| 湘東郡 （7）                                                                                    | 酃縣   | 新寧縣   | 今湖南省常寧市西南                     | 湘東郡(280-316)                                |                                                        |
| 湘東郡 （7）                                                                                    | 酃縣   | 臨烝縣   | 今湖南省衡陽市                         | 衡陽郡(280)→湘東郡(280-316)                    |                                                        |
| 零陵郡 （11）                                                                                   | 泉陵縣 | 泉陵縣   | 今湖南省永州市                         | 零陵郡(280-316)                                |                                                        |
| 零陵郡 （11）                                                                                   | 泉陵縣 | 祁陽縣   | 今湖南省祁東縣東南                     | 零陵郡(280-316)                                |                                                        |
| 零陵郡 （11）                                                                                   | 泉陵縣 | 永昌縣   | 今湖南省祁東縣西                       | 零陵郡(280-316)                                |                                                        |
| 零陵郡 （11）                                                                                   | 泉陵縣 | 零陵縣   | 今廣西壯族自治區興安縣東北界首鎮       | 零陵郡(280-316)                                |                                                        |
| 零陵郡 （11）                                                                                   | 泉陵縣 | 洮陽縣   | 今廣西壯族自治區全州縣西北             | 零陵郡(280-316)                                |                                                        |
| 零陵郡 （11）                                                                                   | 泉陵縣 | 觀陽縣   | 今廣西壯族自治區灌陽縣東，灌江東岸     | 零陵郡(280-316)                                |                                                        |
| 零陵郡 （11）                                                                                   | 泉陵縣 | 營浦縣   | 今湖南省道縣東北                       | 零陵郡(280-316)                                |                                                        |
| 零陵郡 （11）                                                                                   | 泉陵縣 | 營道縣   | 今湖南省寧遠縣東南                     | 零陵郡(280-316)                                |                                                        |
| 零陵郡 （11）                                                                                   | 泉陵縣 | 泠道縣   | 今湖南省寧遠縣東                       | 零陵郡(280-316)                                |                                                        |
| 零陵郡 （11）                                                                                   | 泉陵縣 | 舂陵縣   | 今湖南省寧遠縣西                       | 零陵郡(280-316)                                |                                                        |
| 零陵郡 （11）                                                                                   | 泉陵縣 | 應陽縣   | 今湖南省東安縣東北蘆洪市鎮             | 零陵郡(291後-316)                              | 晉惠帝元康年間（291-299）分觀陽縣置縣。                |
| 邵陵郡 （7）                                                                                    | 邵陵縣 | 邵陵縣   | 今湖南省邵陽市                         | 邵陵郡(280-316，昭陵郡280)                     | 孫吳名昭陵縣，晉平吳後避晉文帝司馬昭名諱，改名邵陵縣。 |
| 邵陵郡 （7）                                                                                    | 邵陵縣 | 邵陽縣   | 今湖南省邵東縣東北                     | 邵陵郡(280-316，昭陵郡280)                     | 孫吳名昭陽縣，晉平吳後避晉文帝司馬昭名諱，改名邵陽縣。 |
| 邵陵郡 （7）                                                                                    | 邵陵縣 | 南高平縣 | 今湖南省隆回縣東北，新邵縣西交界處     | 邵陵郡(280-316，昭陵郡280)                     | 孫吳名高平縣，晉平吳後改名南高平縣。                   |
| 邵陵郡 （7）                                                                                    | 邵陵縣 | 都梁縣   | 今湖南省隆回縣                         | 邵陵郡(280-316，昭陵郡280)                     |                                                        |
| 邵陵郡 （7）                                                                                    | 邵陵縣 | 夫夷縣   | 今湖南省邵陽市西，資水西岸             | 邵陵郡(280-316，昭陵郡280)                     |                                                        |
| 邵陵郡 （7）                                                                                    | 邵陵縣 | 建興縣   | 今湖南省洞口縣東南                     | 邵陵郡(280-316，昭陵郡280)                     | 晉平吳後分邵陵縣置縣。                                 |
| 邵陵郡 （7）                                                                                    | 邵陵縣 | 武剛縣   | 今湖南省武岡市                         | 邵陵郡(280-316，昭陵郡280)                     | 晉平吳後分都梁縣置縣。                                 |
| 邵陵郡 （7）                                                                                    | 邵陵縣 | 新城縣   | 今湖南省邵東縣東                       | 邵陵郡(280-313前，昭陵郡280)                   | 晉懷帝永嘉年間（307-313）廢縣併入邵陽縣。              |
| 桂陽郡 （6）                                                                                    | 郴縣   | 郴縣     | 今湖南省郴州市                         | 桂陽郡(280-316)                                |                                                        |
| 桂陽郡 （6）                                                                                    | 郴縣   | 便縣     | 今湖南省永興縣駐地便江鎮               | 桂陽郡(280-316)                                |                                                        |
| 桂陽郡 （6）                                                                                    | 郴縣   | 耒陽縣   | 今湖南省耒陽市                         | 桂陽郡(280-316)                                |                                                        |
| 桂陽郡 （6）                                                                                    | 郴縣   | 南平縣   | 今湖南省藍山縣東北古城                 | 桂陽郡(280-316)                                |                                                        |
| 桂陽郡 （6）                                                                                    | 郴縣   | 臨武縣   | 今湖南省臨武縣東                       | 桂陽郡(280-316)                                |                                                        |
| 桂陽郡 （6）                                                                                    | 郴縣   | 晉寧縣   | 今湖南省資興市西南                     | 桂陽郡(220-280)                                | 孫吳名陽安縣，晉平吳後改名晉寧縣。                     |
| 臨賀郡 （6）                                                                                    | 臨賀縣 | 臨賀縣   | 今廣西壯族自治區賀州市東南             | 臨賀郡(280-316)                                |                                                        |
| 臨賀郡 （6）                                                                                    | 臨賀縣 | 封陽縣   | 今廣西壯族自治區賀州市八步區東南信都鎮 | 臨賀郡(280-316)                                |                                                        |
| 臨賀郡 （6）                                                                                    | 臨賀縣 | 馮乘縣   | 今湖南省江華瑤族自治縣西南             | 臨賀郡(280-316)                                |                                                        |
| 臨賀郡 （6）                                                                                    | 臨賀縣 | 富川縣   | 今廣西壯族自治區鍾山縣駐地鍾山鎮       | 臨賀郡(280-316)                                |                                                        |
| 臨賀郡 （6）                                                                                    | 臨賀縣 | 謝沐縣   | 今湖南省江永縣西南                     | 臨賀郡(280-316)                                |                                                        |
| 臨賀郡 （6）                                                                                    | 臨賀縣 | 興安縣   | 今廣西壯族自治區賀州市東北桂嶺鎮       | 臨賀郡(280-316)                                | 孫吳名建興縣，晉平吳後改名興安縣。                     |
| 始安郡 （7）                                                                                    | 始安縣 | 始安縣   | 今廣西壯族自治區桂林市                 | 始安郡(280-316)                                |                                                        |
| 始安郡 （7）                                                                                    | 始安縣 | 荔浦縣   | 今廣西壯族自治區荔浦縣西南             | 始安郡(280-316)                                |                                                        |
| 始安郡 （7）                                                                                    | 始安縣 | 平樂縣   | 今廣西壯族自治區平樂縣東北沙子鎮       | 始安郡(280-316)                                |                                                        |
| 始安郡 （7）                                                                                    | 始安縣 | 熙平縣   | 今廣西壯族自治區陽朔縣東北             | 始安郡(280-316)                                | 孫吳名尚安縣，晉平吳後改名熙平縣。                     |
| 始安郡 （7）                                                                                    | 始安縣 | 永豐縣   | 今廣西壯族自治區荔浦縣西北             | 始安郡(280-316)                                |                                                        |
| 始安郡 （7）                                                                                    | 始安縣 | 始陽縣   | 地望不詳                               | 始安郡(280-316)                                |                                                        |
| 始安郡 （7）                                                                                    | 始安縣 | 常安縣   | 今廣西壯族自治區鹿寨縣中渡鎮           | 始安郡(280-316)                                | 晉平吳後分桂林郡武豐縣地置，並移屬始安郡。             |
| 始興郡 （7）                                                                                    | 曲江縣 | 曲江縣   | 今廣東省韶關市東南                     | 始興郡(280-316)                                |                                                        |
| 始興郡 （7）                                                                                    | 曲江縣 | 桂陽縣   | 今廣東省連州市                         | 始興郡(280-316)                                |                                                        |
| 始興郡 （7）                                                                                    | 曲江縣 | 含洭縣   | 今廣東省英德市西北浛洸鎮               | 始興郡(280-316)                                |                                                        |
| 始興郡 （7）                                                                                    | 曲江縣 | 湞陽縣   | 今廣東省英德市東                       | 始興郡(280-316)                                |                                                        |
| 始興郡 （7）                                                                                    | 曲江縣 | 中宿縣   | 今廣東省清新縣西北                     | 始興郡(280-316)                                |                                                        |
| 始興郡 （7）                                                                                    | 曲江縣 | 始興縣   | 今廣東省韶關市東北                     | 始興郡(280-316)                                |                                                        |
| 始興郡 （7）                                                                                    | 曲江縣 | 陽山縣   | 今廣東省韶關市東北                     | 始興郡(280-316)                                | 晉平吳後置縣。                                         |
| 建昌郡 （3）                                                                                    | 下雋縣 | 下雋縣   | 今湖北省通城縣西北                     | 長沙郡(280-299，長沙國289-291)→建昌郡(299-316) |                                                        |
| 建昌郡 （3）                                                                                    | 下雋縣 | 巴陵縣   | 今湖南省岳陽市                         | 長沙郡(280-299，長沙國289-291)→建昌郡(299-316) | 晉平吳後於太康元年（280年）置縣。                      |
| 建昌郡 （3）                                                                                    | 下雋縣 | 蒲圻縣   | 今湖北省嘉魚縣西南陸溪鎮               | 長沙郡(280-299，長沙國289-291)→建昌郡(299-316) | 吳末時已廢縣，晉平吳後於太康元年（280年）復置縣。      |

## 出處
1. ↑  《晉書》卷5〈懷帝紀〉：「〔永嘉元年八月〕分荊州、江州八郡為湘州。」；卷15〈地理志下〉：「懷帝又分長沙、衡陽、湘東、零陵、邵陵、桂陽及廣州之始安、始興、臨賀九郡置湘州；懷帝永嘉元年，又以臨賀、始興、始安三郡凡二十縣為湘州。」
2. ↑  《晉書》卷59〈長沙厲王乂傳〉：「長沙厲王乂，字士度，武帝第六子也。太康十年受封……瑋既誅，乂以同母，貶為常山王，之國……頃之，遷驃騎將軍、開府，復本國……永嘉中，懷帝以乂子碩嗣，拜散騎常侍，後沒于劉聰。」
3. 1 2  《宋書》卷37〈州郡志三·湘東太守〉：「臨烝伯相，吳屬衡陽，《晉太康地志》屬湘東。」
4. 1 2  《宋書》卷37〈州郡志三·衡陽內史〉：「新康男相，吳曰新陽。」
5. 1 2  《宋書》卷37〈州郡志三·衡陽內史〉：「衡山男相，吳立曰衡陽，晉惠帝更名。」
6. 1 2  《宋書》卷37〈州郡志三·湘東太守〉：「利陽、新平（張勃《吳錄》有此二縣，利作梨，晉作利音）。」
7. 1 2  《宋書》卷37〈州郡志三·零陵內史〉：「應陽男相，晉惠帝分觀陽立。」
8. 1 2  《記纂淵海》卷13〈荊湖南路·寶慶府〉：「晉改昭陵為邵陵。」
9. 1 2  《宋書》卷37〈州郡志三·邵陵太守〉：「邵陽男相，吳立曰昭陽，晉武改。」
10. 1 2  《宋書》卷37〈州郡志三·邵陵太守〉：「高平男相，吳立。晉武帝太康元年，改曰南高平。」
11. 1 2  《宋書》卷37〈州郡志三·湘東太守〉：「建興男相，晉武帝分邵陵立。」
12. 1 2  《宋書》卷37〈州郡志三·湘東太守〉：「武剛令，晉武分都梁立。」
13. 1 2  《輿地紀勝》卷59〈寶慶府〉：「《寰宇記》云：吳置，晉永嘉中併入邵陽縣。」
14. 1 2  《宋書》卷37〈州郡志三·桂陽太守〉：「晉寧令，漢順帝永和元年立，曰漢寧，吳改曰陽安，晉武帝太康元年改曰晉寧。」
15. ↑  《宋書》卷37〈州郡志三·湘州刺史〉：「建昌郡，晉惠帝元康九年，分長沙東北下雋諸縣立。」
16. ↑  《晉書地理志》誤列此縣。
17. ↑  《晉書地理志》未列此縣份。
18. ↑  《宋書》卷37〈州郡志三·臨慶內史〉：「興安侯相，吳立曰建興，晉武帝太康元年更名。」；《元和郡縣圖志》卷7〈嶺南道·賀州桂嶺縣〉：「本漢臨賀縣之地，吳分置建興縣，屬臨賀郡。晉改為興安縣。」
19. ↑  《宋書》卷37〈州郡志三·始建內史〉：「熙平令，吳立為尚安，晉武改。」
20. ↑  《太平寰宇記》卷162〈嶺南道〉：「本漢潭中縣地。晉太康元年分吳所置武豐縣，置長安縣（當作常安縣）於此。」；《宋書》卷38〈州郡志四·桂林太守〉：「常安，《太康地志》有而王隱無。」
21. ↑  《宋書》卷38〈州郡志三·廣興公相〉：「陽山侯相，漢舊縣，後漢曰陰山，屬桂陽。吳始興郡無此縣，當是晉後立。」
22. ↑  《宋書》卷37〈州郡志三·巴陵太守〉：「巴陵男相，晉武帝太康元年立，屬長沙。」
23. ↑  《宋書》卷37〈州郡志三·江夏太守〉：「蒲圻男相，晉武帝太康元年立。」

### 書籍
- 吳增僅，《三國郡縣表》，上海：開明書局，1937
- 李錫甫，《漢晉城陽郡沿革考》，國立編譯館館刊第6卷第一期，1977
- 劉琳，《華陽國志校注》，成都：巴蜀書社，1984
- 李曉杰，《東漢政區地理》，北京：人民出版社，1987
- 胡阿祥，《六朝疆域與政區研究》（增訂本），北京：學苑出版社，2005
- 錢儀吉、楊晨，《三國會要》，上海：上海古籍出版社，2006
- 陳健梅，《孫吳政區地理研究》，長沙：岳麓書社，2007
- 孔祥軍，《三國政區地理研究》，南京：南京大學歷史系，2007
- 任乃強，《華陽國志校補圖注》，上海：上海古籍出版社，2009
- 孔祥軍，《晉書地理志校注》，北京：新世界出版社，2012
- 胡阿祥、孔祥軍、徐成合著，《中國行政區劃通史·三國兩晉南朝卷》，上海：復旦大學出版社，2014
- 范曄，《後漢書》，維基文庫
- 房玄齡，《晉書》，維基文庫
- 沈約，《宋書》，維基文庫
- 魏收，《魏書》，維基文庫
- 李吉甫，《元和郡縣圖志》，維基文庫
- 樂史，《太平寰宇記》，維基文庫
- 歐陽忞，《輿地廣記》，維基文庫
- 酈道元，《水經注》，維基文庫